# Caza de escolta

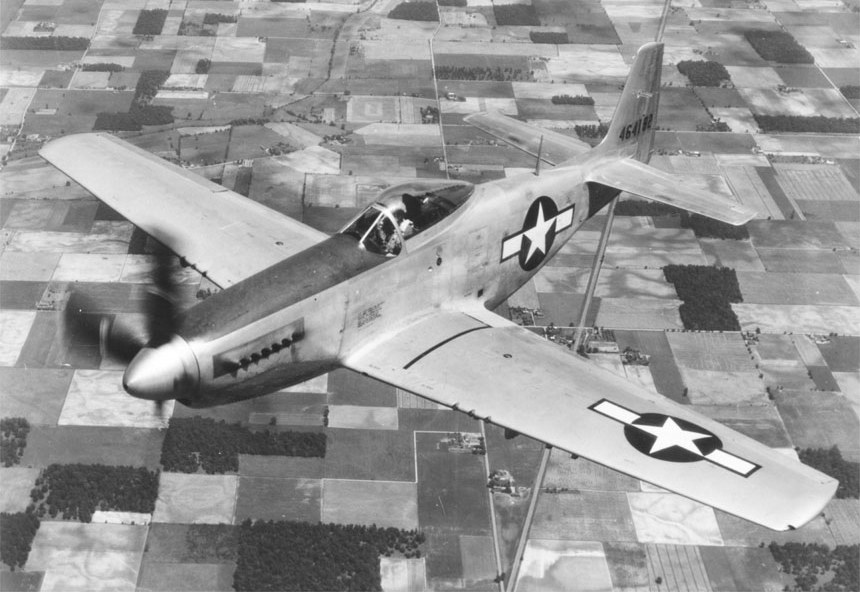
El North American P-51 Mustang es uno de los cazas de escolta más conocidos de la Segunda Guerra Mundial.

El caza de escolta fue un concepto de la Segunda Guerra Mundial para un avión de caza diseñado para escoltar a los bombarderos durante el trayecto de ida y vuelta hasta sus objetivos. Se diferenciaba considerablemente en el diseño de los cazas defensivos de altas prestaciones y corto alcance como el Supermarine Spitfire. El caza de escolta ideal tenía largo alcance, un tiempo en combate de larga duración para proteger a los bombarderos, y bastante combustible interno como para regresar a su base.

## Uso en la Luftwaffe
Durante la Batalla de Inglaterra, la Luftwaffe usó los cazas Messerschmitt Bf 109 y Bf 110 con base en Francia como cazabombarderos de escolta. Volando junto a los bombarderos medios Heinkel He 111 y Junkers Ju 88, podían lanzar su pequeña carga de bombas y durante un breve período de tiempo mantener apartados a los cazas británicos. El Bf 109, no obstante, estaba operando al límite mismo de su alcance, y el Bf 110 tenía un rendimiento inferior; como escoltas sólo proporcionaron una protección limitada.

## Rol de protección aérea
En la actualidad los aviones escolta no son una categoría en sí misma, puesto que con los avances de la tecnología en cuanto al tipo de armamento y la capacidad de maniobra, las aeronaves de hoy tienden a cumplir un espectro mayor de roles de combate. En general el rol de un avión caza escolta está enfocado a la defensa del espacio aéreo, tareas de patrullaje y la protección de otras naves. Para que un avión pueda cumplir con estas tareas debe estar bien capacitado para el combate aéreo dogfight "dentro del alcance visual" WVR (Within Visual Range). Debe estar reforzado con misiles aire-aire y en algunos casos incorporar misiles de ataque a distancia y radares potentes. Ejemplos de aviones que pueden cumplir con estas misiones son el Panavia Tornado ADV, sin confundirlo con el Panavia Tornado IDS; el F-16 Fighting Falcon, que tiene un carácter polivalente con especialidad en combate aéreo; y el F-18 Hornet, que también tiene un carácter polivalente, pero con especialidad de interdicción y guerra electrónica de radar.